# Gaviria
Gaviria (oficialmente en euskera: Gabiria) es un municipio español de la provincia de Guipúzcoa, en la comunidad autónoma del País Vasco. El término municipal tiene una población de 516 habitantes (INE 2024).

## Toponimia
Por la resolución del 15 de junio de 1981, de la Viceconsejería de la Administración Local, publicada en el Boletín Oficial del País Vasco del 20 de julio del mismo año, se cambió el nombre oficial del municipio de Gaviria a Gabiria, adoptando la denominación en euskera.

## Geografía
Gaviria limita al norte con Zumárraga y Ezquioga-Ichaso, al sur con Motiloa, al este con Ormáiztegui y nuevamente con Ezquioga-Ichaso, y al oeste con Legazpi.
El río Eztanda, que es un afluente del Oria, atraviesa la ciudad. Está rodeado por las montañas de Aizeleku (812 m), Trapalata (634 m), Pagoeder y Murgil.
El 66 % del área natural está cubierta por bosques y el 32 % por prados.

## Historia
La primera mención escrita de la ciudad se remonta al siglo XIV. Data del siglo XVI, bajo el nombre de "Santa María de Alkain", momento en el que parece haber estado en contacto con Segura, y dos siglos después estaba bajo la autoridad del alcalde supremo de Arería.
El rey Felipe IV de España lo declaró ciudad en 1661, separándolo de la Areria. Después de dos años y formó la "Unión de Santa Cruz de Argisano" con Zumarraga y Ezkioga, hasta 1766.
En el siglo XVI había un spa en el pueblo, en ese momento había más de mil gabiritarras. Desde entonces, sin embargo, la población ha estado disminuyendo casi continuamente hasta nuestros días. De hecho, las actividades agrícolas y ganaderas tradicionales se han llevado a cabo en Gaviria, y la industria, aunque en un nivel bajo, ha sido única en las últimas décadas.
Hacia mediados del siglo XIX, la villa, ya por entonces con ayuntamiento propio, tenía contabilizada una población de 1114 habitantes. Aparece descrito en el octavo volumen del Diccionario geográfico-estadístico-histórico de España y sus posesiones de Ultramar de Pascual Madoz con las siguientes palabras:

GAVIRIA: v. con ayunt. en la prov. de Guipúzcoa (á Tolosa 4 1/2 leg.), part. jud. de Azpeitia (3), c. g. de las Provincias Vascongadas (á Vitoria 11), aud. terr. de Burgos (30), dióc. de Pamplona (12). sit. en un altito á la izq. del camino real de Francia: clima saludable. Tiene 138 casas y cas., formando 9 de las primeras solamente el casco de la pobl., donde estan las del párroco y la municipal con cárcel; á dist. de 1/4 de hora se halla el barr. de Alegria que consta de otras 9 y una posada. La igl., bajo la advocacion de Ntra. Sra. de la Asuncion, está servida por un rector, 3 beneficiados enteros y uno medio, de provision de los propietarios de casas, y por un sacristan: hay cementerio en parage ventilado. El térm. confina N. Zumaya; E. Ormaiztegui; S. Mutiloa, y O. Legazpia, estendiéndose 1 leg. de N. á S. y 1 1/2 de E. á O.; en él se hallan varias fuentes de aguas ferruginosas. El terreno es áspero y montuoso: corren por el dos arroyos llamados Argunano y Atagoiti; cria poca yerba de pasto, pero no falta arbolado de castaños, robles, hayas; manzanos, ni matas de argoma y berozo. Los caminos son carretiles, y conducen á los pueblos limítrofes, esceptuando la carretera de que se ha hecho mérito. El correo se recibe de Villareal por balijero, todas las mañanas y sale por la tarde. prod.: trigo, maiz, castaña, manzana, abichuelas, habas, centeno y cereza; cria ganado vacuno y lanar; caza de liebres y perdices, y muy poca pesca de anguilas. ind.: 7 molinos harineros de 2 muelas. pobl.: 172 vec., 1,114 alm. riqueza imp.: 97,964 rs. El presupuesto municipal ascienda á 5,093 rs., y se cubre con los propios é impuestos sobre consumos. Esta v. hace por armas una águila coronada sobre un árbol, á cuya raiz hay dos fajas de azul, con una estrella al lado del águila: ocupa el 35° asiento en las juntas generales de prov. y vota con 31 fuegos.
(Madoz, 1847, p. 338)

## Demografía
Gaviria cuenta con una población de 516 habitantes (INE 2024).
| Gráfica de evolución demográfica de Gaviria entre 1842 y 2021                                                       |
| |
| Población de derecho según los censos de población del INE Población de hecho según los censos de población del INE |

Los nacidos en el extranjero representaron el 3,95 %. Los hablantes de euskera suponen el 90,8 %.

## Economía
En 2017, los sectores económicos se distribuían de la siguiente manera: Sector primario 6,6 % del VAB. Sector secundario 35,4 %. El sector terciario representó el 49,1 %. Construcción 8,8 %.

## Administración y política
| Partido político                                              | 2015  | 2015       | 2011  | 2011       | 2007  | 2007       | 2003  | 2003       | 1999  | 1999       | 1995  | 1995       |
| Partido político                                              | %     | Concejales | %     | Concejales | %     | Concejales | %     | Concejales | %     | Concejales | %     | Concejales |
| Gabiria Hautesle Elkartea (GHE)                               | 84,65 | 7          | —     | —          | 74,81 | 6          | 80,61 | 6          | 98,00 | 7          | —     | —          |
| Partido Socialista de Euskadi-Euskadiko Ezkerra (PSE-EE PSOE) | 1,18  | 0          | —     | —          | —     | —          | —     | —          | —     | —          | —     | —          |
| Auzo Artea (AA)                                               | —     | —          | 55,08 | 4          | —     | —          | —     | —          | —     | —          | 33,46 | 2          |
| Gabiria Aurrera (GA)                                          | —     | —          | 43,38 | 3          | —     | —          | —     | —          | —     | —          | —     | —          |
| Partido Popular del País Vasco (PP)                           | —     | —          | 0,00  | 0          | 0,37  | 0          | 0,68  | 0          | —     | —          | —     | —          |
| Eusko Abertzale Ekintza-Acción Nacionalista Vasca (EAE-ANV)   | —     | —          | —     | —          | 24,07 | 1          | —     | —          | —     | —          | —     | —          |
| Pagoeder Herri Plataforma (PHP)                               | —     | —          | —     | —          | —     | —          | 17,69 | 1          | —     | —          | —     | —          |
| Eusko Alkartasuna (EA)                                        | —     | —          | —     | —          | —     | —          | —     | —          | —     | —          | 62,87 | 5          |